# زبولون (كارولاينا الشمالية)
زبولون (بالإنجليزية: Zebulon town, North Carolina)‏ هي بلدة تقع بولاية كارولاينا الشمالية في الولايات المتحدة. تبلغ مساحتها 12.80 كم2، وترتفع عن سطح البحر 98 م، بلغ عدد سكانها 4,433 نسمة في عام 2010 حسب إحصاء مكتب تعداد الولايات المتحدة وتصل الكثافة السكانية فيها 346.3 نسمة لكل كيلومتر مربع (896.9/ميل2).

## التركيبة السكانية
حدّد مكتب تعداد الولايات المتحدة بيانات التركيبة السكانية لزبولون في تعداد الولايات المتحدة. في ما يلي، التركيبة السكانية حسب تعدادي 2000 و2010.

### تعداد عام 2000
بلغ عدد سكان زبولون 4,046 نسمة بحسب تعداد عام 2000، وبلغ عدد الأسر 1,551 أسرة وعدد العائلات 1,059 عائلة مقيمة في البلدة. في حين سجلت الكثافة السكانية 316.1 نسمة لكل كيلومتر مربع (818.7/ميل2). وبلغ عدد الوحدات السكنية 1,661 وحدة بمتوسط كثافة قدره 129.8 لكل كيلومتر مربع (336.2/ميل2).
وتوزع التركيب العرقي للبلدة بنسبة 53.66% من البيض و39.74% من الأمريكيين الأفارقة و0.57% من الأمريكيين الأصليين و1.01% من الأمريكيين ذوي الأصول الآسيوية و4% من الأعراق الأخرى و1.01% من عرقين مختلطين أو أكثر و8.60% من الهسبانيون أو اللاتينيون من أي عرق.
بلغ عدد الأسر 1,551 أسرة كانت نسبة 38.7% منها لديها أطفال تحت سن الثامنة عشر تعيش معهم، وبلغت نسبة الأزواج القاطنين مع بعضهم البعض 43.9% من أصل المجموع الكلي للأسر، ونسبة 20.1% من الأسر كان لديها معيلات من الإناث دون وجود شريك، بينما كانت نسبة 4.3% من الأسر لديها معيلون من الذكور دون وجود شريكة وكانت نسبة 31.7% من غير العائلات. تألفت نسبة 26.8% من أصل جميع الأسر من عدة أفراد يعيشون في نفس المنزل ونسبة 10.4% كانت تتألف من شخص يعيش بمفرده يبلغ من العمر 65 عاماً أو أكثر. وبلغ متوسط حجم الأسرة المعيشية 2.57، أما متوسط حجم العائلات فبلغ 3.09.
بلغ العمر الوسطي للسكان 32.8 عاماً. وكانت نسبة 28.3% من القاطنين تحت سن الثامنة عشر، وكانت نسبة 8.8% بين الثامنة عشر والرابعة والعشرين عاماً، ونسبة 31.9% كانت واقعةً في الفئة العمرية ما بين الخامسة والعشرين والرابعة والأربعين عاماً، ونسبة 18.5% كانت ما بين الخامسة والأربعين والرابعة والستين، ونسبة 11.1% كانت ضمن فئة الخامسة والستين عاماً فما فوق. يوجد لكل 100 أنثى 86.4 ذكر، ويوجد لكل 100 أنثى في الثامنة عشر من عمرها فما فوق 83.1 ذكر.
بلغ متوسط دخل الأسرة في البلدة 36,250 دولارًا، أما متوسط دخل العائلة فبلغ 43,986 دولارًا. وكان متوسط دخل الذكور 31,199 دولارًا مقابل 24,563 دولارًا للإناث. وسجل دخل الفرد الخاص بالبلدة 17,026 دولارًا. وكانت نسبة 12.8% من العائلات ونسبة 16% من السكان تحت خط الفقر، وكان من هؤلاء نسبة 24.3% تحت سن الثامنة عشر ونسبة 11.6% في الخامسة والستين من العمر وما فوق.

### تعداد عام 2010
بلغ عدد سكان زبولون 4,433 نسمة بحسب تعداد عام 2010، وبلغ عدد الأسر 1,655 أسرة وعدد العائلات 1,138 عائلة مقيمة في البلدة. في حين سجلت الكثافة السكانية 346.3 نسمة لكل كيلومتر مربع (896.9/ميل2). وبلغ عدد الوحدات السكنية 1,862 وحدة بمتوسط كثافة قدره 145.5 لكل كيلومتر مربع (376.8/ميل2).
وتوزع التركيب العرقي للبلدة بنسبة 47.35% من البيض و38.64% من الأمريكيين الأفارقة و0.50% من الأمريكيين الأصليين و1.04% من الأمريكيين ذوي الأصول الآسيوية و0.02% من سكان جزر المحيط الهادئ و8.87% من الأعراق الأخرى و3.59% من عرقين مختلطين أو أكثر و15.93% من الهسبانيون أو اللاتينيون من أي عرق.
بلغ عدد الأسر 1,655 أسرة كانت نسبة 38.5% منها لديها أطفال تحت سن الثامنة عشر تعيش معهم، وبلغت نسبة الأزواج القاطنين مع بعضهم البعض 40.5% من أصل المجموع الكلي للأسر، ونسبة 22.7% من الأسر كان لديها معيلات من الإناث دون وجود شريك، بينما كانت نسبة 5.6% من الأسر لديها معيلون من الذكور دون وجود شريكة وكانت نسبة 31.2% من غير العائلات. تألفت نسبة 26.2% من أصل جميع الأسر من عدة أفراد يعيشون في نفس المنزل ونسبة 9.5% كانت تتألف من شخص يعيش بمفرده يبلغ من العمر 65 عاماً أو أكثر. وبلغ متوسط حجم الأسرة المعيشية 2.62، أما متوسط حجم العائلات فبلغ 3.15.
بلغ العمر الوسطي للسكان 35.3 عاماً. وكانت نسبة 28.2% من القاطنين تحت سن الثامنة عشر، وكانت نسبة 7.6% بين الثامنة عشر والرابعة والعشرين عاماً، ونسبة 26.8% كانت واقعةً في الفئة العمرية ما بين الخامسة والعشرين والرابعة والأربعين عاماً، ونسبة 24.2% كانت ما بين الخامسة والأربعين والرابعة والستين، ونسبة 13.1% كانت ضمن فئة الخامسة والستين عاماً فما فوق. وتوزع التركيب الجنسي للسكان بنسبة 45.8% ذكور و54.2% إناث.

## وصلات خارجية
- الموقع الرسمي